# Iberia (aerolínea)
Iberia Líneas Aéreas de España, S. A. Operadora Unipersonal, más conocida como Iberia (IATA: IB, OACI: IBE, e indicativo IBERIA), es la aerolínea de bandera española, fundada en 1927 con el nombre de Iberia, Compañía Aérea de Transporte. La sociedad actual fue creada el 23 de diciembre de 2009, mientras que la sociedad histórica desapareció el 21 de enero de 2011 al ser absorbida junto con BA Holdco por International Consolidated Airlines Group. Tiene su sede social en Madrid y cotizó en la Bolsa de Madrid desde abril de 2001 hasta enero de 2011, cuando fue sustituida por su matriz International Airlines Group, producto de la fusión con British Airways en 2011.
La base de Iberia está en el Aeropuerto de Madrid-Barajas. En 2010, la aerolínea obtuvo 89 millones de euros de beneficio (frente a las pérdidas netas de 273 millones de € de 2009, los 32 millones de € de 2008 y los 327 millones de € de 2007, los 56,7 millones de € de beneficios en 2006 y los 395 millones de € de beneficios en 2005) y transportó a 24,3 millones de pasajeros. El Grupo Iberia vuela a 108 destinos en 42 países. El 12 de noviembre de 2009, Iberia llegó a un acuerdo de fusión con British Airways con la firma de un acuerdo condicionado a que el valor de las acciones de British Airways superara a las de Iberia. Esto ocurrió en abril de 2010, fecha en que se firmó el contrato de fusión. En julio de 2010 la Comisión Europea aprobó la operación. Para su culminación, en noviembre de 2010, los accionistas de Iberia y British Airways dieron el visto bueno a la fusión de las dos compañías, último requisito para llevar a cabo dicho acuerdo entre dos de los grupos más grandes del sector.
La nueva sociedad o holding resultante, llamada International Airlines Group (IAG), es la sexta aerolínea del mundo y tercera de Europa por ingresos. Actualmente Iberia posee dos filiales (Iberia Express, Level) y tiene una compañía franquiciada (Air Nostrum).

## Historia

### Los inicios

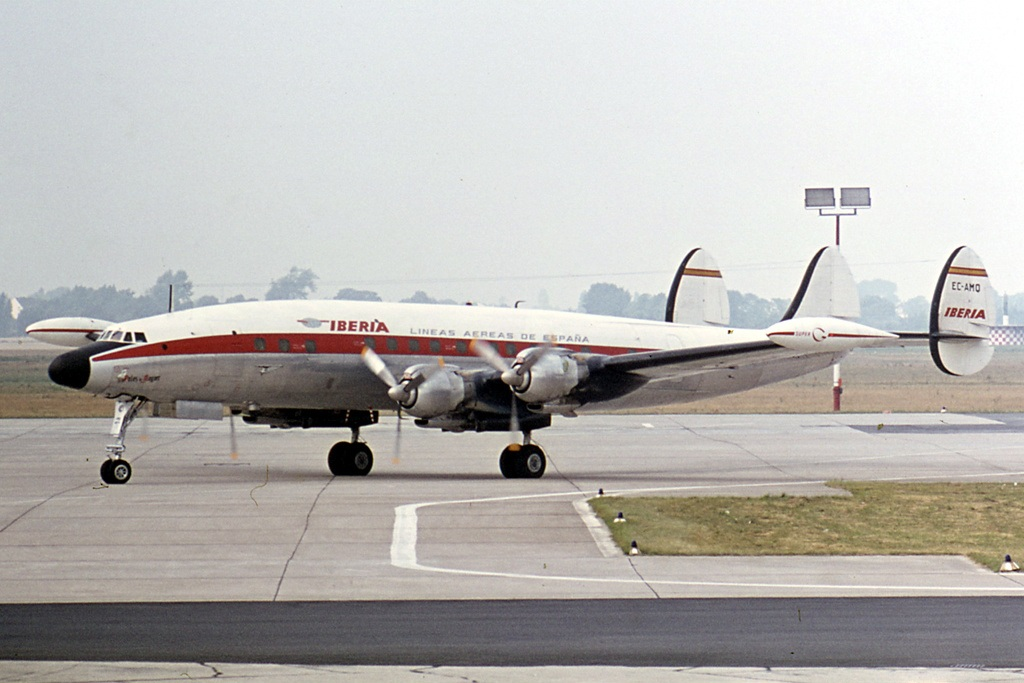
Lockheed L-1049G Super Constellation de Iberia.

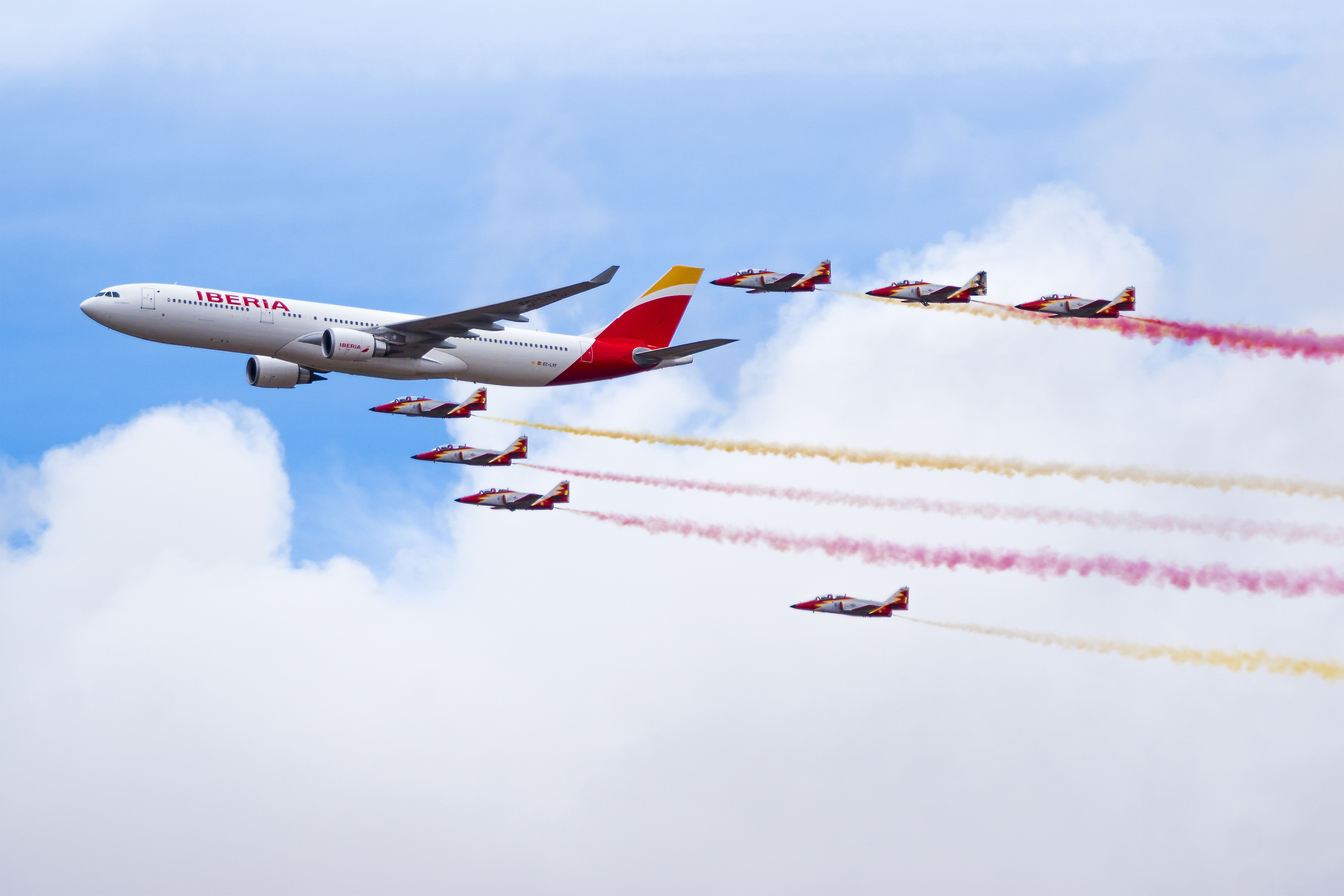
A330-300 de Iberia y la Patrulla Águila en el 75º aniversario del Ejército del Aire.

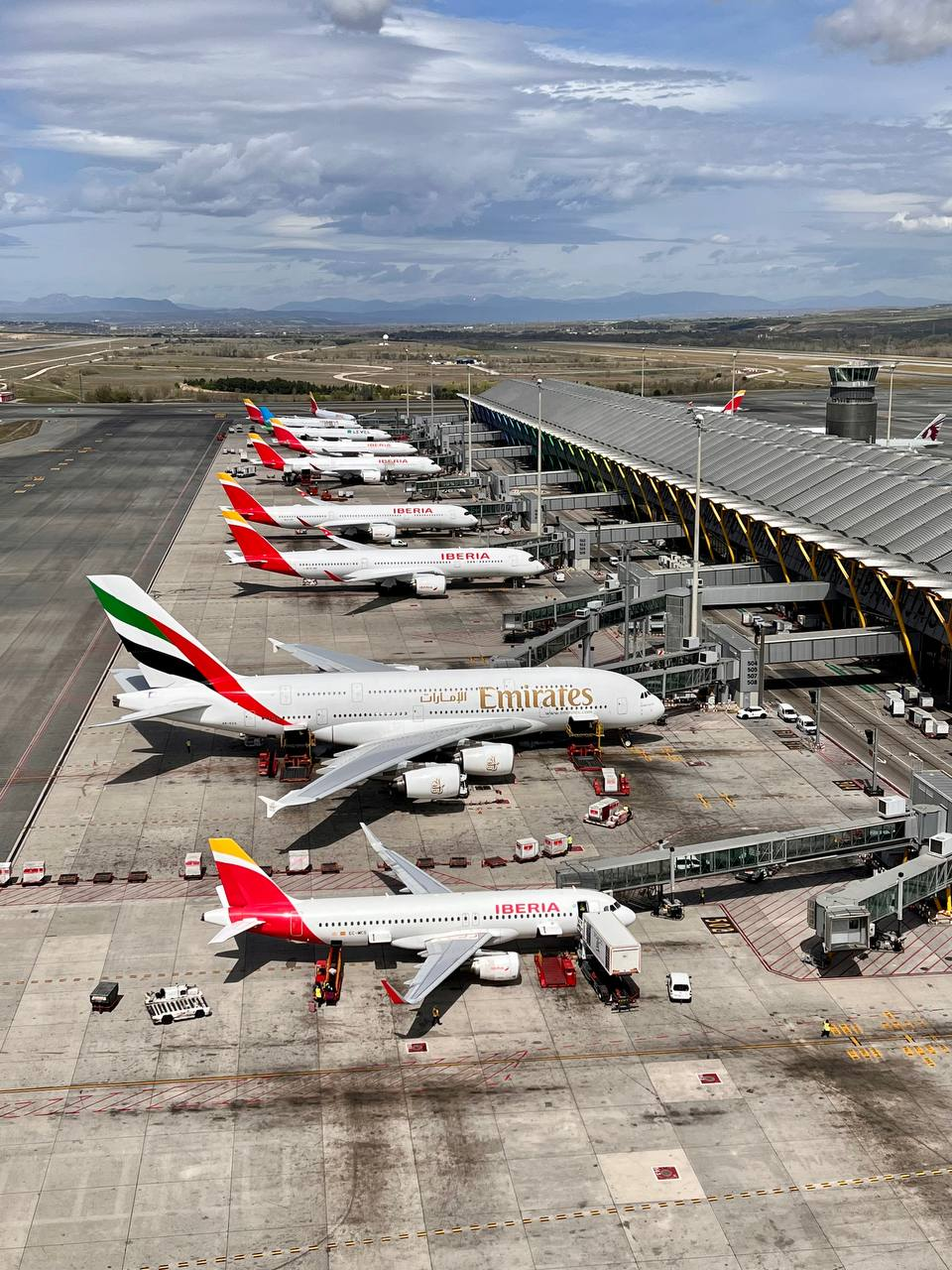
T4S del Aeropuerto Adolfo Suárez Madrid-Barajas, hub de Iberia.

Fue fundada el 28 de junio de 1927 como Iberia, Compañía Aérea de Transporte por el empresario vizcaíno Horacio Echevarrieta y la aerolínea alemana Deutsche Luft Hansa AG durante la dictadura de Primo de Rivera como monopolio del transporte aéreo español. Estaba previsto que el primer viaje comercial de Iberia fuese el 14 de diciembre de 1927 entre Madrid y Barcelona, con Alfonso XIII como pasajero de excepción. Sin embargo, fue un vuelo Barcelona-Madrid el primero que operó Iberia al salir dos horas antes que el vuelo oficial. La intención era que Alfonso XIII pudiese presenciar el primer aterrizaje en el Aeropuerto de Carabanchel, actual aeropuerto de Cuatro Vientos, pero cuestiones meteorológicas obligaron a este avión a llegar más tarde de lo previsto. En 1928 contaba, con tres trimotores Rohrbach Ro VIII Roland,  con capacidad para diez pasajeros.

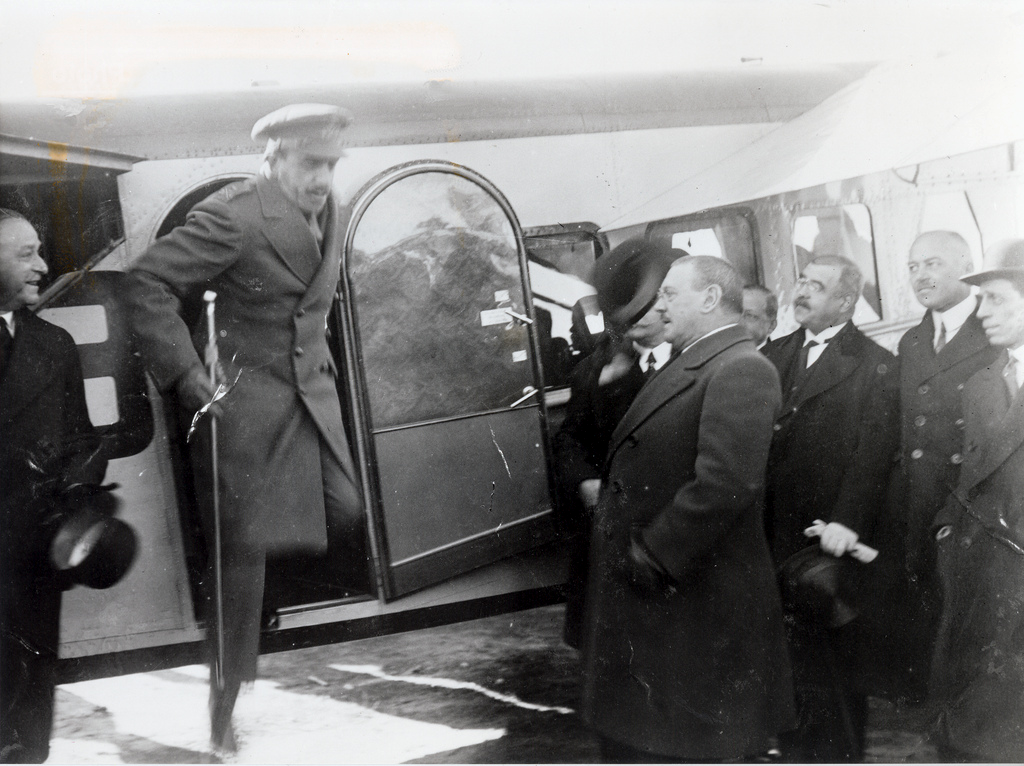
El rey Alfonso XIII en el vuelo inaugural de la compañía en 1927

En 1929 fue forzada a aportar sus rutas y aviones a la recién creada CLASSA, a instancias del dictamen del Directorio Militar para formar un monopolio con una sola compañía que agrupara todas las existentes por entonces en España. Iberia retenía parte del accionariado de CLASSA. Tras la proclamación de la Segunda República, CLASSA fue disuelta y se creó así LAPE, que absorbió todas las rutas y bienes de CLASSA. Todos los accionistas de CLASSA recibieron una indemnización por ello. Durante todos los años de existencia de CLASSA y LAPE, Iberia fue una sociedad durmiente sin actividad real, pero pese a ello, presentaba anualmente su balance de cuentas en el registro mercantil.

### Reactivación de Iberia

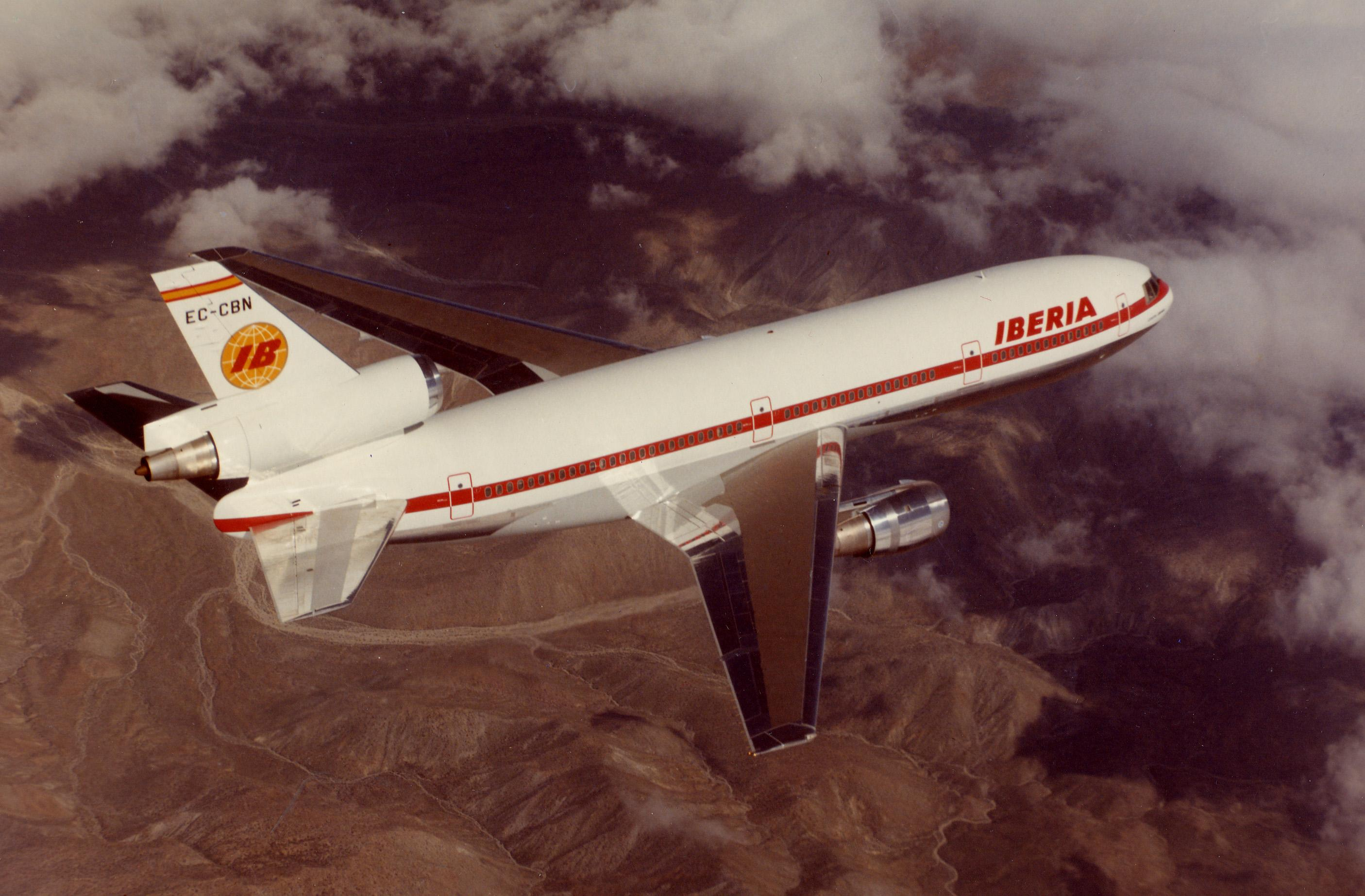
McDonnell Douglas DC-10 de Iberia en vuelo.

En verano de 1937, durante la guerra civil española Iberia fue reactivada y se convirtió en la línea aérea del bando sublevado, con sede en Salamanca, volando algunos Dragon Rapide y Junkers 52. Hasta 1939, en que realizó su primer vuelo entre Madrid y Lisboa, fue una aerolínea de ámbito exclusivamente nacional. A Lisboa le seguirían Londres y París. Iberia fue nacionalizada en 1944, pasando a formar parte del Instituto Nacional de Industria. El 22 de septiembre de 1946 se convierte en la primera aerolínea en volar entre Europa y América del Sur, mediante el establecimiento del itinerario entre Madrid y Buenos Aires, con escalas en Villa Cisneros, Natal y Río de Janeiro. El avión usado para la ocasión fue un Douglas DC-4, y en él también volaron las primeras azafatas.
En el segundo semestre de 1961 Iberia empezó a utilizar aviones de reacción. Así, se fueron incorporando tres aparatos Douglas DC-8 para ser explotados en los itinerarios de largo radio. Poco después, en 1962, se adquirieron aparatos franceses Caravelle, fabricados por Sud Aviation, para cubrir las líneas europeas. La flota de Iberia a partir de entonces fue creciendo, impulsada por el fuerte auge del aumento de pasaje turístico y por el crecimiento de la renta disponible en España y en el conjunto de la Europa occidental.
El trayecto escogido fue el de Madrid a Barcelona. En esta época no existía la actual congestión de tráfico, con lo que el servicio consistía en un avión en Madrid y otro en Barcelona que tan pronto se llenaban, se ponían rumbo al otro punto de la ruta. Sin embargo, con el aumento del tráfico en los aeropuertos hubo que desechar este funcionamiento y poner unas frecuencias fijas de salida en horas puntas, política que inauguraba a la Monarquía Española. La transición política hacia el sistema democrático convenció a los nuevos responsables del INI de que eran necesarios llevar a cabo una nueva identidad corporativa en la compañía aérea que impulsara la nueva imagen de España en los mercados mundiales.
El 10 de septiembre de 1981 llegó en un avión de la compañía el Guernica de Picasso.
En 1987 se estrenó el sistema informático Amadeus, el sistema de reserva informatizado más grande del mundo hasta la actualidad. La iniciativa correspondió a Iberia junto a sus socios en este negocio, Deutsche Lufthansa y Air France.
Entre los últimos años de la década de 1980 y principios de la década de 1990, Iberia realizó una enorme modernización en su flota. Los nuevos McDonnell Douglas MD-87, Airbus A320, Airbus A340 y Boeing 757 reemplazaron a los antiguos Douglas DC-9, Douglas DC-10 y Boeing 727. En 1991 se creó el primer programa de carácter internacional que se implantó en Europa. En 1992, Iberia se convirtió en patrocinador oficial de los Juegos Olímpicos de Barcelona y de la Exposición Universal de Sevilla.

### Crisis y privatización
A comienzos de la década de 1990 los directivos del Instituto Nacional de Industria (INI), propietario de la mayoría del capital de Iberia, plantearon una estrategia de crecimiento de la compañía, con el objetivo de preparar la liberalización de los mercados aéreos en la Unión Europea, prevista para 1994. La expansión de la compañía se hizo en el mercado latinoamericano. Se llevó a cabo la adquisición de una parte de la propiedad de Aerolíneas Argentinas, de la venezolana Viasa y el 35% de la chilena Ladeco, Líneas Aéreas del Cobre. El resultado de esta estrategia, que preveía dotar de activos a Iberia frente a un movimiento de fusiones entre las líneas de bandera europea, fue un fracaso. La pésima gestión de Aerolíneas, las dificultades para poner en marcha una gestión de la compañía desde Iberia, además del pésimo entorno del mercado creado por la guerra del Golfo en 1991, abocaron a una situación insostenible para la aerolínea española. Las pérdidas fueron cuantiosas para Iberia. El INI, a través del Gobierno español, tuvo que acometer dos ampliaciones de capital. La autorización de la Comisión Europea para que el Estado español aportara capitales logró sacar a Iberia de la bancarrota técnica en la que estuvo inmersa en 1994. Poco después, se puso en marcha el proceso de reajuste de Iberia, que pasó por el desarrollo de cuatro puntos: cambio de directivos y gerentes, salida ordenada de las participadas latinoamericanas, profunda reducción de costes y reajuste interno e inicio del proceso de privatización definitiva de la aerolínea española. En 1999 pasó a formar parte de la alianza Oneworld, junto con las aerolíneas British Airways y American Airlines, entre otras.
El año 2001 marcó también un antes y un después en la historia de la compañía. Con su salida a bolsa en abril de ese año culminaba el proceso de privatización de la compañía y volvía al ámbito privado, en el que nació, aunque fuera pública la mayor parte de su historia. Al año siguiente pasa a formar parte del Ibex 35, en el que cotizó hasta 2011 por su fusión con British Airways. En 2002 la compañía vendió su filial Binter Canarias.
El 25 de octubre de 2008 Iberia retiró de su flota a las aeronaves de la compañía MD, en concreto el modelo MD-88, en dicho día se realizó el último vuelo del mencionado avión. La ruta seguida fue Alicante-Madrid.
Iberia tiene una elevada cuota de mercado en las rutas españolas y entre Europa y Latinoamérica.

## Iberia en la actualidad

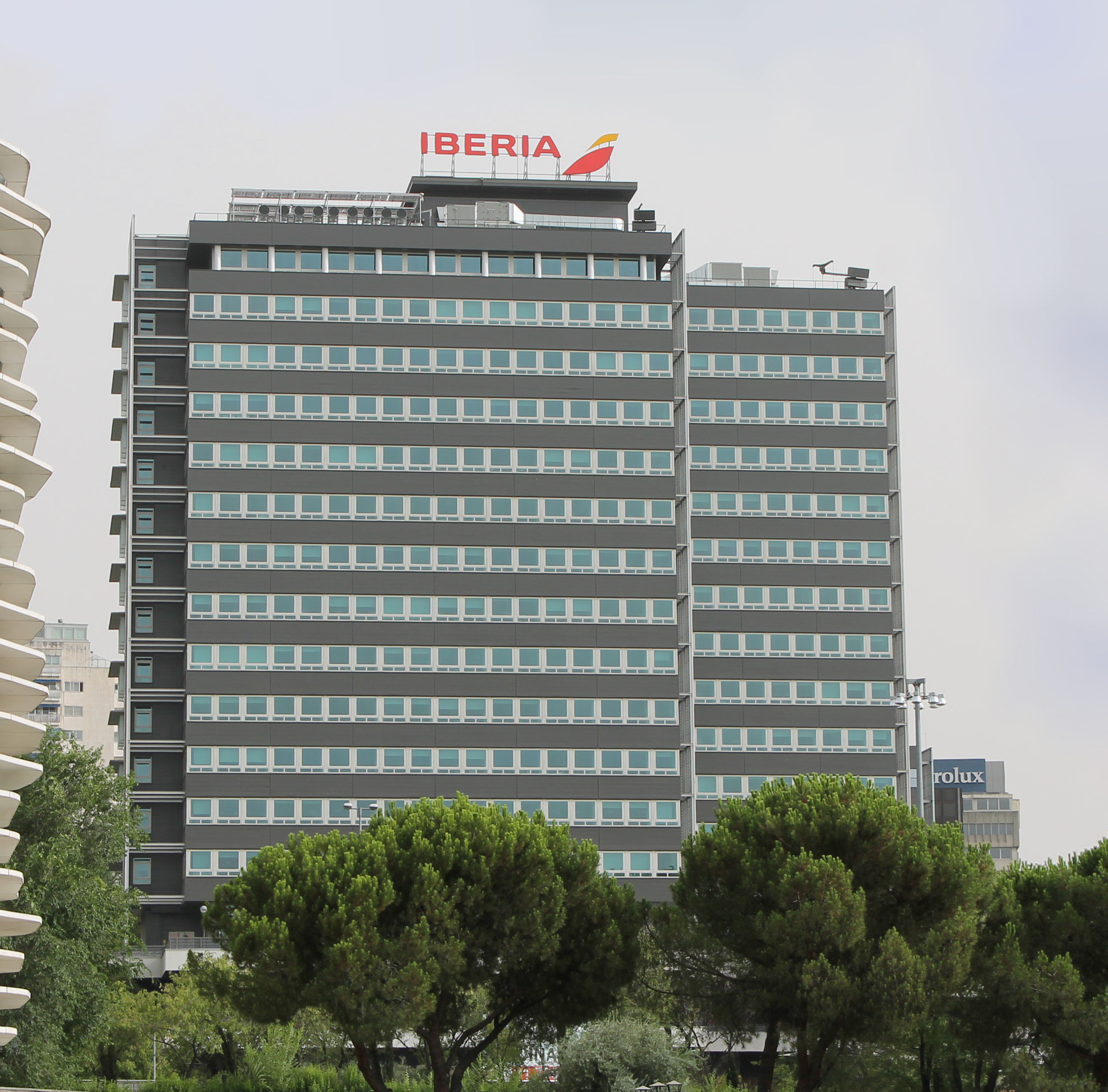
Oficinas centrales de Iberia, en Madrid.

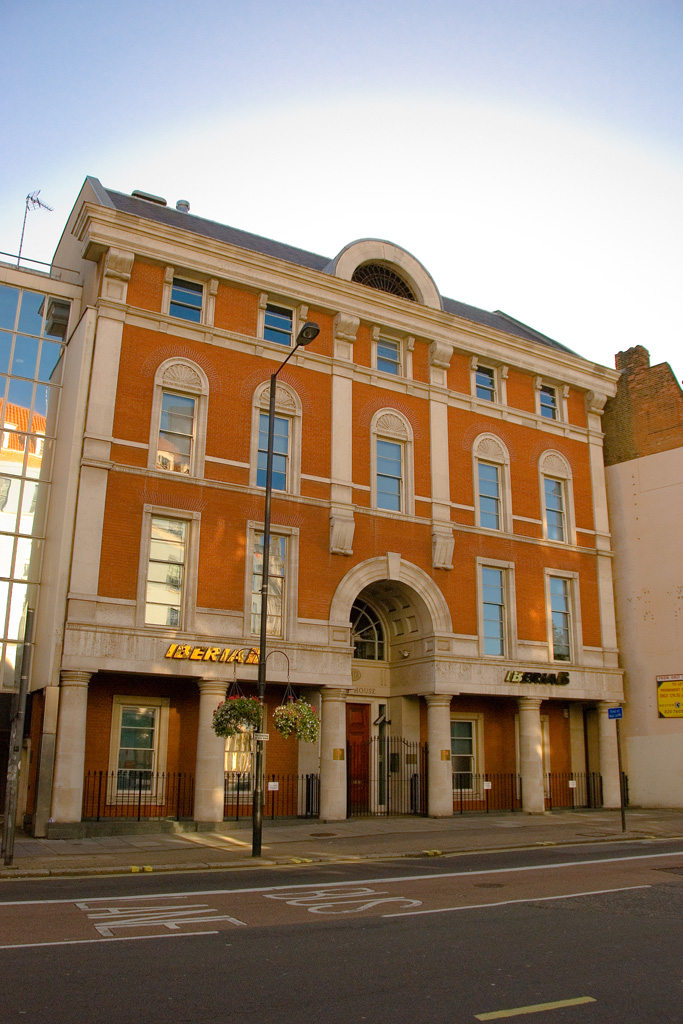
Iberia House ("Casa Iberia"), oficinas de Iberia en Londres.

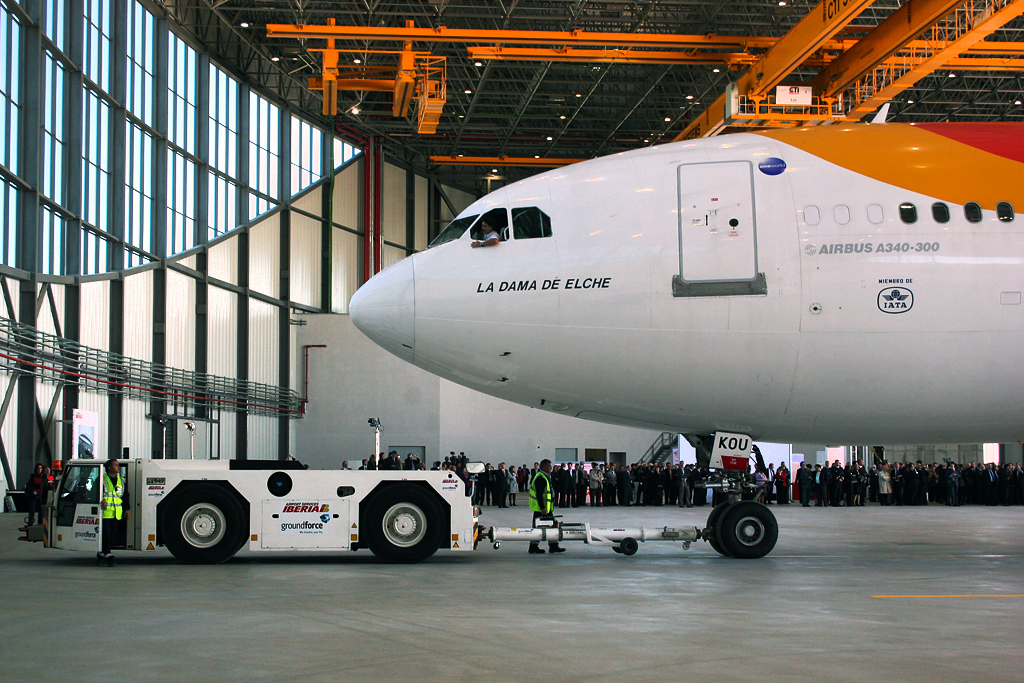
Airbus A340-300 de Iberia entrando en las instalaciones de Iberia Maintenance en el Aeropuerto de Barcelona.

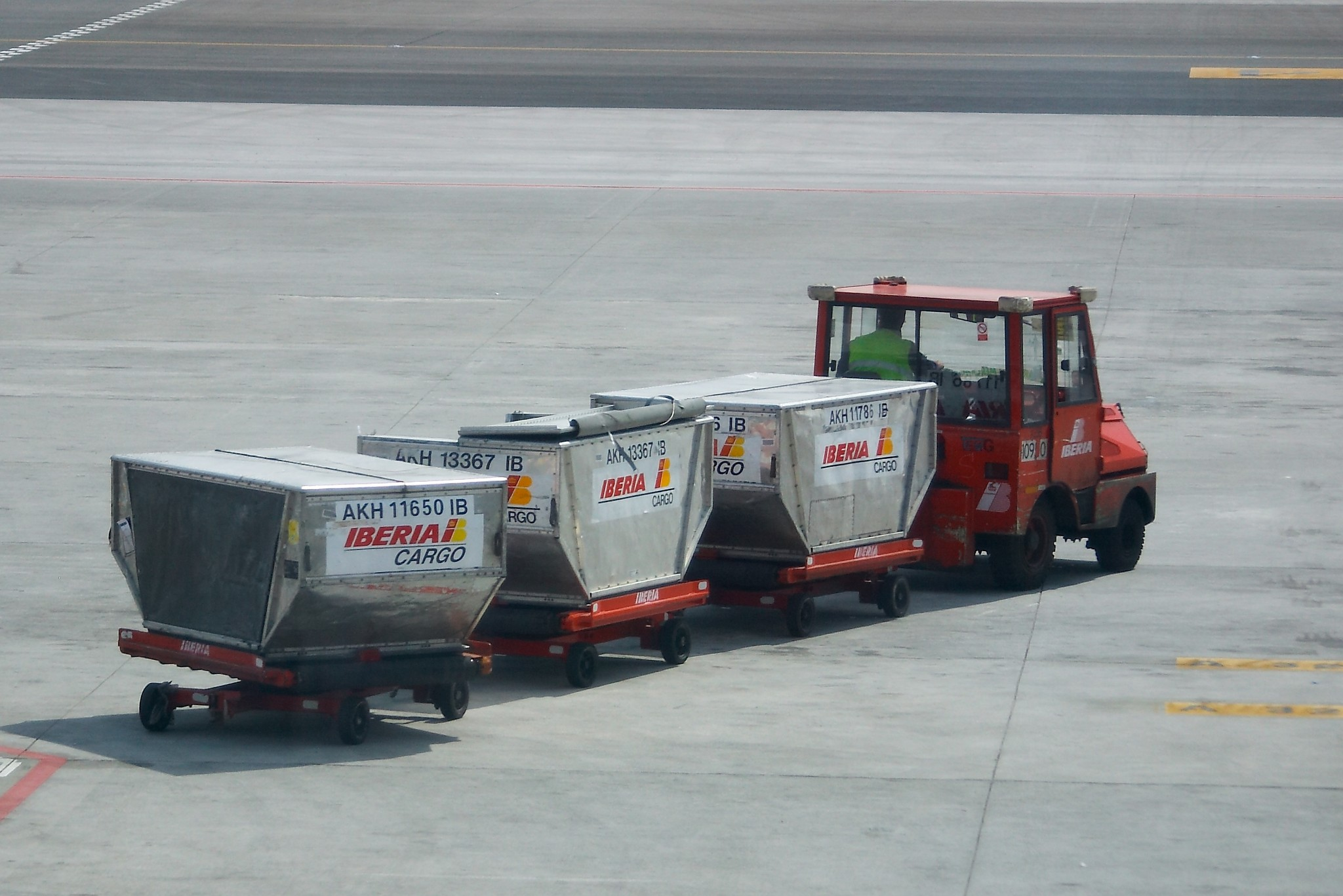
Tractor de Iberia Cargo remolcando contenedores de equipaje en el Aeropuerto de Adolfo Suárez Madrid-Barajas.

En la actualidad, Iberia LAE Operadora vuela a 76 destinos en 47 países desde su base en el Aeropuerto Adolfo Suárez Madrid-Barajas. El Grupo Iberia vuela a 126 destinos de 47 países y en código compartido con otras aerolíneas vuela a 224 destinos en 50 países. Con una flota de 148 aviones, realiza unos 1000 vuelos diarios. En el año 2010 transportó 24,4 millones de pasajeros y 262 402 toneladas de carga. En 2005 introdujo la nueva clase Business Plus en sus aviones A340, que fue mejorada en 2009-2010 con unos asientos que se sitúan en posición totalmente horizontal y menús diseñados por reputados chef españoles.
Iberia realiza mantenimiento aeronáutico, actividad que presta a su propia flota y a la de otras 100 empresas más, incluidas algunas de las más importantes de Europa, en su base de mantenimiento de La Muñoza, en Barajas. Iberia fue el primer operador de handling (asistencia a aviones y pasajeros) en todos los aeropuertos de España; disponía entre sus clientes a más de 200 compañías aéreas. Desde el 16 de mayo de 2024 Iberia Airport Services, división de la compañía que se ocupaba del handling dejó de existir y todos sus activos fueron transferidos a una nueva empresa denominada South Europe Ground Services, perteneciente al conglomerado empresarial International Airlines Group al que pertenecen Iberia, British Airways, Vueling, Aer Lingus y otras tantas compañías, y participado principalmente por Iberia.
Por otro lado, Iberia fue fundadora y tiene todavía un porcentaje de la propiedad de Amadeus, un sistema de reservas informáticas. Además, junto con Swissair creó Iberswiss, empresa que producía más de 14 millones de bandejas de comida al año y que posteriormente vendió a Gate Gourmet, una empresa en el sector del cáterin aéreo. Participa en el negocio de los viajes turísticos a través de los turoperadores Viva Tours y en el transporte urgente con Cacesa.
La alianza alcanzada con American Airlines y con British Airways, junto con la entrada en Oneworld, sitúan a Iberia en uno de los grandes grupos que se están formando de cara a competir en un mercado global.
Iberia franquicia su marca a otra aerolínea independiente, Air Nostrum, que es propiedad de Nefinsa y Caja Duero, y que opera una red propia de vuelos regionales que son comercializados por Iberia.
En 2006 Iberia cerró su base de operaciones de Barcelona y creó una línea aérea de bajo coste denominada Clickair, con base en el aeropuerto de Barcelona. Un año después de su primer vuelo, Clickair se convirtió en la aerolínea líder en el aeropuerto de Barcelona. En 2009 Clickair se fusionó con su rival Vueling. Iberia tiene el 45 % del accionariado de la sociedad resultante, que recientemente ha sido ampliado a más del 90 %.
EL 15 de octubre de 2013, Iberia presentó su nuevo logotipo y eslogan. El primer avión con el nuevo logotipo entró en servicio a finales del 2013.
En mayo de 2017, Iberia implementará la nueva cabina Turista Prémium para vuelos intercontinentales. La aerolínea se convierte en la primera compañía aérea española en ofrecer este modelo  de cabina, producto intermedio entre la cabina económica y ejecutiva Business Plus.
En 2020 su presidente Luis Gallego afirmó que la flota podría reducirse debido a la menor demanda, fruto de los efectos de la pandemia COVID-19.
El 9 de septiembre de 2020 sucede en el cargo de presidente a Luis Gallego, Javier Sánchez-Prieto.
Iberia declara en sus medios que trabaja en la descarbonización de su actividad para reducir las emisiones y alcanzar los objetivos definidos en su plan de transición climática. Desde 2019, su directora de sostenibilidad es Teresa Parejo Navajas.

### Fusión con British Airways y creación de International Airlines Group (IAG)

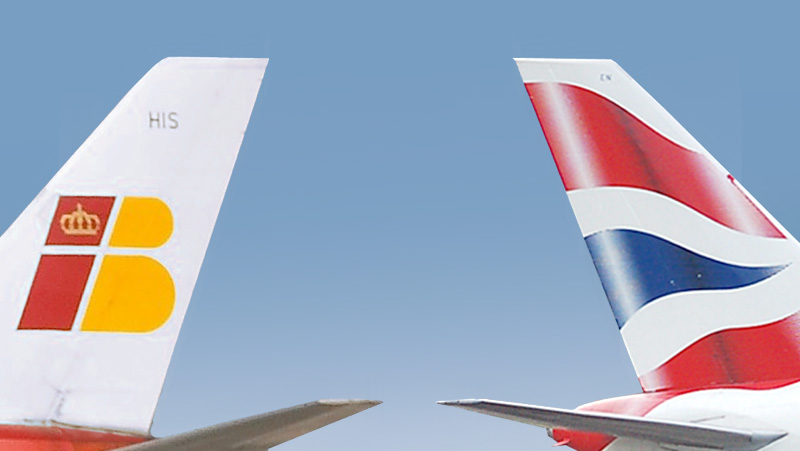
Iberia y British Airways.

En julio de 2009, Iberia y la aerolínea británica British Airways comenzaron negociaciones para fusionarse. Se trataba fundamentalmente de una fusión a nivel económico ya que ambas empresas mantendrían sus propias marcas dentro de la nueva aerolínea, que se convertiría en uno de los grupos aéreos internacionales más grandes del sector: la tercera compañía aérea a nivel mundial. Se mantendrán ambas marcas según las conocidas estructuras de nacionalidad de ambas compañías, publicadas en el Documento de Registro de IAG S.A, para evitar la pérdida de derechos de vuelo, sobre todo hacia países de Latinoamérica, ya que éstos son acuerdos bilaterales entre estados.
En julio de 2009, Antonio Vázquez Romero relevó a Fernando Conte como presidente de Iberia.
El 12 de noviembre de 2009 los consejos de administración de Iberia y British Airways dieron por fin el visto bueno a la fusión. Se creó una nueva sociedad, International Airlines Group, propietaria de British Airways e Iberia. La sede social y fiscal del nuevo holding se sitúo en Madrid, mientras que la financiera estaba en Londres. A mediados de noviembre de 2010 Iberia sometió el acuerdo a sus respectivos accionistas para su aprobación, ejecutándose la operación aproximadamente un mes después de su aprobación. El 20 de enero de 2011 Iberia y British Airways dejaron de cotizar en bolsa para ser sustituidas por IAG desde el día 24.
Tras la fusión entre Iberia y British Airways en enero de 2011, ambas aerolíneas pertenecen al grupo aéreo International Airlines Group (IAG), que cotiza en la bolsa de Londres y en el Ibex 35. Su sede social se encuentra en Madrid y la financiera y operativa en Londres.
El 6 de octubre de 2010 Iberia, British Airways y American Airlines anunciaron oficialmente, tras recibir la aprobación de la Unión Europea, su Acuerdo de Negocio Conjunto en la explotación de las rutas aéreas del Atlántico Norte.
Durante 2010 Iberia volvió a los beneficios, después de que en el año 2009 se registraran pérdidas tras 13 años consecutivos de resultados positivos. En concreto, el beneficio neto ascendió a 89 millones de euros, frente a los 273 millones de pérdidas de 2009. Sin embargo, el resultado de explotación fue ligeramente negativo – tres millones de euros –.
En noviembre de 2010, Iberia anunció la reapertura de la base en el aeropuerto de Barcelona basando un Airbus A340 para iniciar operaciones hacia América. El 29 de marzo de 2011 se abrió oficialmente la base en Barcelona operando la ruta Barcelona-Miami tres veces por semana, la aerolínea también anunció la apertura el 19 de junio de la ruta Barcelona-São Paulo, la cual se inauguró con un 100 % de ocupación.
En octubre de 2011 el consejo de administración de Iberia aprobó la creación de una filial para los vuelos de corto y medio radio, que se denominaba Iberia Express. El capital de la nueva filial era al 100 % de Iberia. Inició sus operaciones en el mes de abril de 2012. Según la compañía, el objetivo de la nueva filial es conseguir unos costes de producción más bajos en el negocio de corto y medio radio, que es deficitario en la actualidad.

#### Controversias sobre la fusión

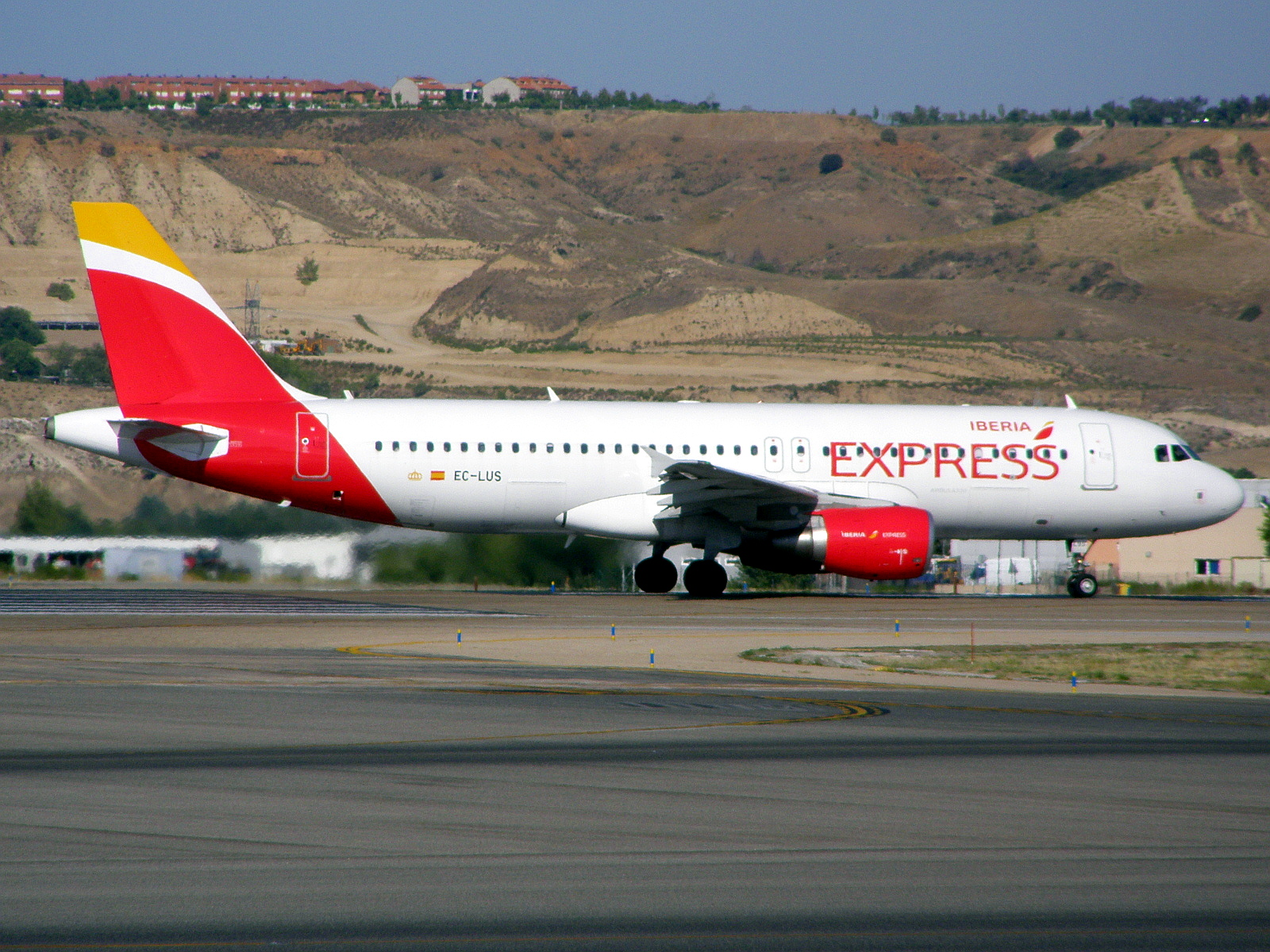
Airbus A320 de Iberia Express, filial para vuelos de corto y medio radio.

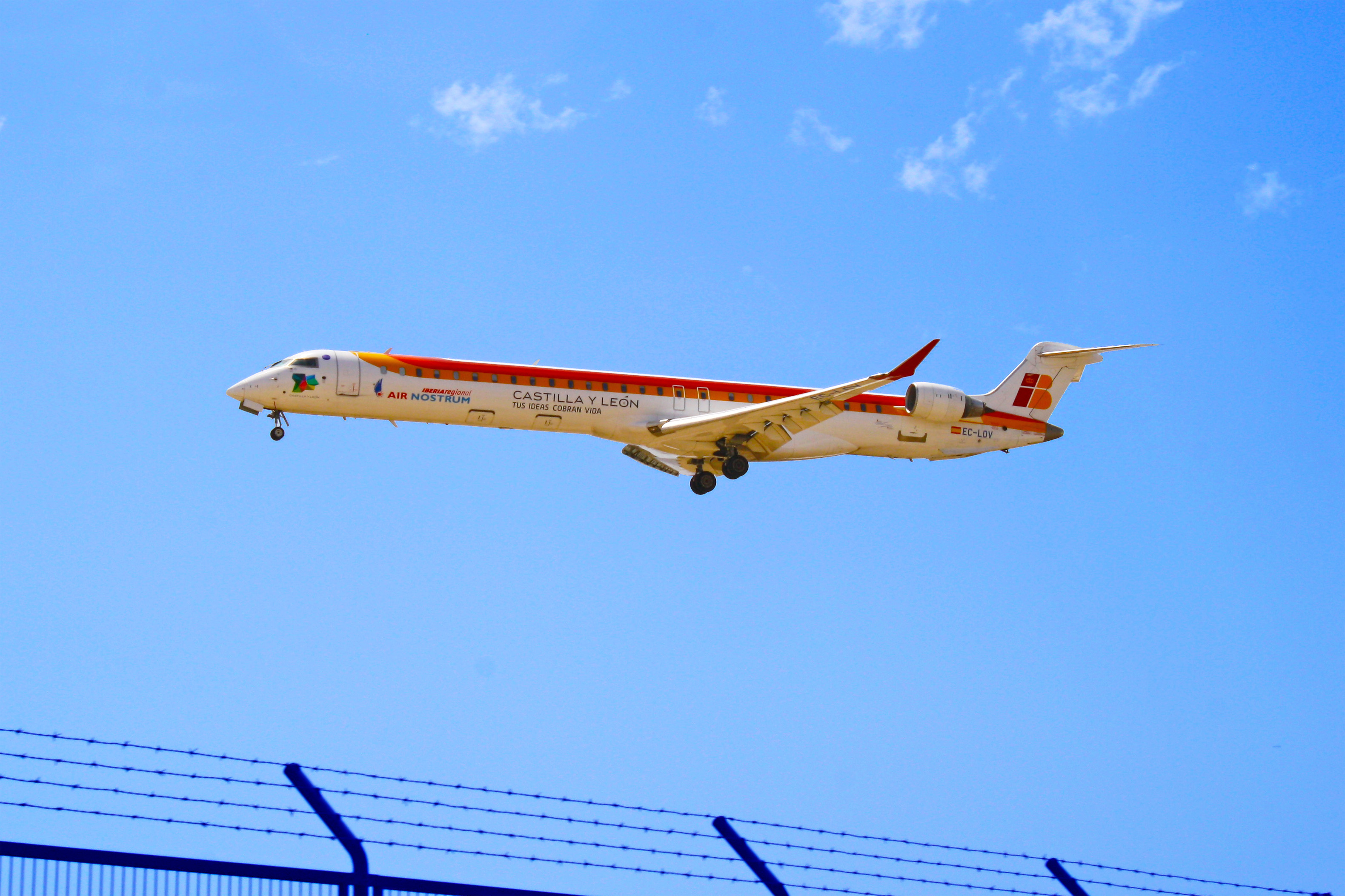
CRJ-1000 de Air Nostrum, operando como Iberia Regional.

Diversos sindicatos han recogido que desde que se hizo efectivo el proceso de integración se ha favorecido a British Airways, la cual aumentó su oferta en España en un 23 %, aunque en realidad lo único que ha hecho es poner vuelos desde Londres a destinos de costa españoles. Iberia ha reducido su oferta en un 15 %, siendo la caída del 4,6 % si se suman los datos de la franquicia Iberia Regional-Air Nostrum y de la aerolínea participada Vueling. Lo cierto es que British Airways ha aumentado su oferta desde su hub de Londres Heathrow por el buen comportamiento de la demanda desde y hacia Londres, mientras que la oferta de Iberia ha tenido que adaptarse al descenso de la demanda en su hub de Madrid por la crisis. Paralelamente, en la Sentencia de la Audiencia Nacional "los demandantes no han demostrado de ningún modo que se hayan cedido rutas rentables a Iberia Express o a British Airways [...]. Se ha demostrado, por el contrario, que la empresa demandada ha dejado de operar únicamente rutas que no eran rentables". Iberia y British Airways tienen mercados diferentes, de modo que el que uno crezca en su mercado nunca puede ser en detrimento del otro. Además, Iberia tiene que reducir su oferta para eliminar frecuencias o rutas no rentables y crecerá cuando su cuenta de resultados sea positiva. La fusión ha reportado a Iberia en poco más de un año y medio 109 millones de euros en sinergias.
Los mismos sindicatos dicen que la fórmula de crecimiento de las dos compañías es distinta, ya que mientras la aerolínea británica tiene una previsión de incorporar 39 nuevas aeronaves (de los cuales: 12 Airbus A380, 3 Boeing 777 y 24 Boeing 787) y 800 pilotos. La realidad es que, desde principios de 2013, Iberia está incorporando aviones Airbus A330-300 hasta un total de 8 aeronaves y está renovando los interiores de todos los A-340/600, además de tener la opción de compra para otros 44 aviones.
Asimismo, poco después del anuncio de creación de Iberia Express, desde el Sindicato Español de Pilotos de Líneas Aéreas (SEPLA), criticaron la medida ya que consideran que no es nueva. Citan que anteriores iniciativas similares como Viva Air, Binter Mediterráneo o Clickair hicieron perder cerca de 200 millones de euros a Iberia.
Sin embargo, Clickair, convertida en Vueling, es una compañía de éxito que ahora es participada de Iberia, y fue galardonada con cuatro de los ocho premios que otorga la World Low Cost Airlines Congress el pasado año, además de la distinción principal como mejor aerolínea del año. Siendo 2012 el cuarto año consecutivo que Vueling recibe el reconocimiento del sector.
Asimismo, el SEPLA afirmaba que el objetivo final que existe detrás de la creación de esta aerolínea era la de entregar y regalar la matriz Iberia a la aerolínea británica British Airways. La Audiencia Nacional en su Sentencia del 4 de julio de 2013 reconoce que la situación de la compañía es comprometida, por la crisis económica, los altos precios del combustible y los altos costes laborales, por lo que considera imprescindible «la adecuación de sus costes y plantilla, así como el incremento de productividad». Además avala las decisiones que se han ido tomando por la compañía.

## Sociedades Participadas
- Sociedades dependientes
  - Cargosur

- Sociedades asociadas
  - Iberia Cards (43,5%)
  - Multiservicios Aeroportuarios (49%)
  - Iber-América Aerospace (65%)
  - Empresa Logística de Carga Aérea (50%)
  - Empresa Hispano Cubana de Mantenimiento de Aeronaves Ibeca (50%)
  - Handling Guinea Ecuatorial (51%)
  - Grupo Air Miles (25%)
  - Serpista (39%)
  - International Supply Management (49%)
  - Noamar Air Handling Holdco (40%)
  - Madrid Aerospace Service (50%)
  - Vueling (45,85%)
  - Amadeus IT Group (9%)
  - Adquira
  - Opoco
  - Corjet.

## Destinos
El Grupo Iberia «opera 126 destinos en 47 países diferentes, a los que hay que añadir 224 adicionales en 50 países gracias a acuerdos de código compartido con otras compañías aéreas». Mientras que en los vuelos hacia América tiene una importante presencia, la principal debilidad de Iberia son las rutas a Asia ya que cuenta con pocos destinos propios, siendo la mayoría en código compartido.

## Destinos del Airbus A321XLR
Destinos operados por Iberia en sus nuevos Airbus A321XLR.

### Acuerdos de código compartido
Iberia tiene firmados acuerdos de vuelo con código compartido con las siguientes aerolíneas:
- Aerolíneas Argentinas
- American Airlines*
- Avianca (Star Alliance)
- British Airways*
- Boliviana de Aviación
- Bulgaria Air
- Cathay Pacific*
- Copa Airlines (Star Alliance)
- Czech Airlines (SkyTeam)
- El Al
- Iberojet
- airBaltic
- Finnair*
- Hainan Airlines
- Japan Airlines*
- LATAM Brasil
- LATAM Chile
- LATAM Ecuador
- Qatar Airways *
- Royal Air Maroc*
- Royal Jordanian*
- S7 Airlines*
- TAAG Angola Airlines
- TAG Airlines
- Ukraine International Airlines
- Vueling Airlines*
- Viva

* indica pertenencia a la alianza Oneworld o es una filial suya.

## Flota

### Flota actual
La flota de Iberia (sin contar las filiales Iberia Express e Iberia Regional) está compuesta únicamente por aeronaves Airbus. Los aviones más antiguos como los A319 y A321 serán remplazados paulatinamente por los A320neo y los futuros A321XLR.
| Aeronaves       | En servicio | Pedidos | Pasajeros                                         | Pasajeros                                         | Pasajeros                                         | Pasajeros                                         | Matrículas                                        | Antigüedad                                        | Notas                                                                 |
| Aeronaves       | En servicio | Pedidos | C                                                 | W                                                 | Y                                                 | Total                                             | Matrículas                                        | Antigüedad                                        | Notas                                                                 |
| --------------- | ----------- | ------- | ------------------------------------------------- | ------------------------------------------------- | ------------------------------------------------- | ------------------------------------------------- | ------------------------------------------------- | ------------------------------------------------- | --------------------------------------------------------------------- |
| Airbus A319     | 3           | —       | —                                                 | 14                                                | 108                                               | 122                                               | EC-KHM «Búho Real»                                | 17,7 años                                         | Pintado con los colores de OneWorld                                   |
| Airbus A319     | 3           | —       | —                                                 | —                                                 | 141                                               | 141                                               | EC-KUB «Flamenco»                                 | 16,6 años                                         |                                                                       |
| Airbus A319     | 3           | —       | —                                                 | —                                                 | 141                                               | 141                                               | EC-LEI «Visón europeo»                            | 16,3 años                                         |                                                                       |
| Airbus A320-200 | 11          | —       | —                                                 | —                                                 | 180                                               | 180                                               | EC-LRG «Cadaqués»                                 | 23,8 años                                         |                                                                       |
| Airbus A320-200 | 11          | —       | —                                                 | —                                                 | 180                                               | 180                                               | EC-IEF «Castillo de Loarre»                       | 23,4 años                                         |                                                                       |
| Airbus A320-200 | 11          | —       | —                                                 | —                                                 | 180                                               | 180                                               | EC-IEG «Costa Brava»                              | 23,4 años                                         |                                                                       |
| Airbus A320-200 | 11          | —       | —                                                 | —                                                 | 180                                               | 180                                               | EC-ILS «Sierra de Cameros»                        | 22,8 años                                         |                                                                       |
| Airbus A320-200 | 11          | —       | —                                                 | —                                                 | 180                                               | 180                                               | EC-IZH «San Pedro de Roda»                        | 20,9 años                                         |                                                                       |
| Airbus A320-200 | 11          | —       | —                                                 | —                                                 | 180                                               | 180                                               | EC-IZR «Urkiola»                                  | 20,8 años                                         |                                                                       |
| Airbus A320-200 | 11          | —       | —                                                 | —                                                 | 180                                               | 180                                               | EC-LUL «Cangas de Onís»                           | 12,2 años                                         |                                                                       |
| Airbus A320-200 | 11          | —       | —                                                 | —                                                 | 180                                               | 180                                               | EC-LVD «Valle de Mena»                            | 12,1 años                                         |                                                                       |
| Airbus A320-200 | 11          | —       | —                                                 | —                                                 | 180                                               | 180                                               | EC-LXQ «Peñón de Ifach»                           | 11,8 años                                         |                                                                       |
| Airbus A320-200 | 11          | —       | —                                                 | —                                                 | 180                                               | 180                                               | EC-MCS «Playa de Los Lances»                      | 10,7 años                                         | "75 años volando a Puerto Rico" sticker                               |
| Airbus A320-200 | 11          | —       | —                                                 | —                                                 | 180                                               | 180                                               | EC-MDK «P. N. Picos de Europa»                    | 10,5 años                                         |                                                                       |
| Airbus A320neo  | 18          | 7       | —                                                 | —                                                 | 186                                               | 186                                               | EC-MXU «Patrulla Águila»                          | 6,9 años                                          |                                                                       |
| Airbus A320neo  | 18          | 7       | —                                                 | —                                                 | 186                                               | 186                                               | EC-MXY «Getafe, cuna de la aviación española»     | 6,8 años                                          |                                                                       |
| Airbus A320neo  | 18          | 7       | —                                                 | —                                                 | 186                                               | 186                                               | EC-NAE                                            | 6,6 años                                          | Por entrar en servicio                                                |
| Airbus A320neo  | 18          | 7       | —                                                 | —                                                 | 186                                               | 186                                               | EC-NAF                                            | 6,6 años                                          | Por entrar en servicio                                                |
| Airbus A320neo  | 18          | 7       | —                                                 | —                                                 | 186                                               | 186                                               | EC-NAJ                                            | 6,5 años                                          | Por entrar en servicio                                                |
| Airbus A320neo  | 18          | 7       | —                                                 | —                                                 | 186                                               | 186                                               | EC-NAV                                            | 6,4 años                                          | Por entrar en servicio                                                |
| Airbus A320neo  | 18          | 7       | —                                                 | —                                                 | 186                                               | 186                                               | EC-NAX                                            | 6,4 años                                          | Por entrar en servicio                                                |
| Airbus A320neo  | 18          | 7       | —                                                 | —                                                 | 186                                               | 186                                               | EC-NAZ                                            | 6,4 años                                          | Por entrar en servicio                                                |
| Airbus A320neo  | 18          | 7       | —                                                 | —                                                 | 186                                               | 186                                               | EC-NAY «Teresa Perales»                           | 6,4 años                                          | Por entrar en servicio                                                |
| Airbus A320neo  | 18          | 7       | —                                                 | —                                                 | 186                                               | 186                                               | EC-NCM «Amelia Earhart»                           | 6 años                                            | Por entrar en servicio                                                |
| Airbus A320neo  | 18          | 7       | —                                                 | —                                                 | 186                                               | 186                                               | EC-NDN «Cuatro Vientos»                           | 5,9 años                                          | Por entrar en servicio                                                |
| Airbus A320neo  | 18          | 7       | —                                                 | —                                                 | 186                                               | 186                                               | EC-NFH «Bettina Kadner»                           | 5,8 años                                          | Por entrar en servicio                                                |
| Airbus A320neo  | 18          | 7       | —                                                 | —                                                 | 186                                               | 186                                               | EC-NER «Barajas»                                  | 5,6 años                                          |                                                                       |
| Airbus A320neo  | 18          | 7       | —                                                 | —                                                 | 186                                               | 186                                               | EC-NFZ «Virgen de Loreto»                         | 5,6 años                                          | Pintado con los colores de OneWorld                                   |
| Airbus A320neo  | 18          | 7       | —                                                 | —                                                 | 186                                               | 186                                               | EC-NJU «María Bernaldo de Quirós»                 | 4,7 años                                          |                                                                       |
| Airbus A320neo  | 18          | 7       | —                                                 | —                                                 | 186                                               | 186                                               | EC-NJY «#GraciasHéroes»                           | 4,6 años                                          |                                                                       |
| Airbus A320neo  | 18          | 7       | —                                                 | —                                                 | 186                                               | 186                                               | EC-NTI «Juan de la Cierva»                        | 3,6 años                                          |                                                                       |
| Airbus A320neo  | 18          | 7       | —                                                 | —                                                 | 186                                               | 186                                               | EC-NTA                                            | 3,3 años                                          |                                                                       |
| Airbus A320neo  | 18          | 7       | —                                                 | —                                                 | 186                                               | 186                                               | EC-NTO «La Muñoza»                                | 3,1 años                                          |                                                                       |
| Airbus A320neo  | 18          | 7       | —                                                 | —                                                 | 186                                               | 186                                               | EC-NTP «Envera»                                   | 2,9 años                                          |                                                                       |
| Airbus A320neo  | 18          | 7       | —                                                 | —                                                 | 186                                               | 186                                               | EC-NTQ «Leonardo Torres Quevedo»                  | 2,9 años                                          |                                                                       |
| Airbus A320neo  | 18          | 7       | —                                                 | —                                                 | 186                                               | 186                                               | EC-NVS «Jorge Loring»                             | 2,6 años                                          |                                                                       |
| Airbus A320neo  | 18          | 7       | —                                                 | —                                                 | 186                                               | 186                                               | EC-NZP «María Pepa Colomer»                       | 2,1 años                                          |                                                                       |
| Airbus A320neo  | 18          | 7       | —                                                 | —                                                 | 186                                               | 186                                               | EC-NZQ «Real Aero Club de España»                 | 1,9 años                                          |                                                                       |
| Airbus A320neo  | 18          | 7       | —                                                 | —                                                 | 186                                               | 186                                               | EC-OCS «Somos Uno y Diversos»                     | 1,5 años                                          |                                                                       |
| Airbus A321-200 | 13          | —       | —                                                 | —                                                 | 217                                               | 217                                               | EC-HUH «Benidorm»                                 | 25,9 años                                         |                                                                       |
| Airbus A321-200 | 13          | —       | —                                                 | —                                                 | 217                                               | 217                                               | EC-HUI «La Rioja»                                 | 25,9 años                                         |                                                                       |
| Airbus A321-200 | 13          | —       | —                                                 | —                                                 | 217                                               | 217                                               | EC-ILP «Peñíscola»                                | 23 años                                           | "Surf City El Salvador" sticker                                       |
| Airbus A321-200 | 13          | —       | —                                                 | —                                                 | 217                                               | 217                                               | EC-IJN «Mérida»                                   | 22,5 años                                         |                                                                       |
| Airbus A321-200 | 13          | —       | —                                                 | —                                                 | 217                                               | 217                                               | EC-IXD «Valle de Arán»                            | 21 años                                           |                                                                       |
| Airbus A321-200 | 13          | —       | —                                                 | —                                                 | 219                                               | 219                                               | EC-JDM «Cantabria»                                | 20,4 años                                         |                                                                       |
| Airbus A321-200 | 13          | —       | —                                                 | —                                                 | 219                                               | 219                                               | EC-JEJ «Riofrío»                                  | 20,2 años                                         |                                                                       |
| Airbus A321-200 | 13          | —       | —                                                 | —                                                 | 217                                               | 217                                               | EC-JGS «Guadalupe»                                | 20 años                                           |                                                                       |
| Airbus A321-200 | 13          | —       | —                                                 | —                                                 | 217                                               | 217                                               | EC-JDR «Sierra Cebollera»                         | 19,9 años                                         |                                                                       |
| Airbus A321-200 | 13          | —       | —                                                 | —                                                 | 219                                               | 219                                               | EC-JLI «Delta del Llobregat»                      | 19,6 años                                         |                                                                       |
| Airbus A321-200 | 13          | —       | —                                                 | —                                                 | 217                                               | 217                                               | EC-JQZ «Generalife»                               | 19 años                                           |                                                                       |
| Airbus A321-200 | 13          | —       | —                                                 | —                                                 | 217                                               | 217                                               | EC-JRE «Villa de Uncastillo»                      | 18,9 años                                         |                                                                       |
| Airbus A321-200 | 13          | —       | —                                                 | —                                                 | 217                                               | 217                                               | EC-JZM «Águila imperial ibérica»                  | 18,3 años                                         | "Cantabria infinita" sticker                                          |
| Airbus A321XLR  | 3           | 5       | 14                                                | —                                                 | 168                                               | 182                                               | EC-OIL «Iberia 1927-1939»                         | 0,5 años                                          | Los cinco restantes serán entregados entre 2025 y principios de 2026. |
| Airbus A321XLR  | 3           | 5       | 14                                                | —                                                 | 168                                               | 182                                               | EC-ONR «Iberia 1941-1954»                         | 0,1 años                                          | Los cinco restantes serán entregados entre 2025 y principios de 2026. |
| Airbus A321XLR  | 3           | 5       | 14                                                | —                                                 | 168                                               | 182                                               | EC-OLE «Iberia 1939-1941»                         | 0,1 años                                          | Los cinco restantes serán entregados entre 2025 y principios de 2026. |
| Airbus A330-200 | 18          | 1       | 24                                                | —                                                 | 275                                               | 299                                               | EC-ODA                                            | 17,8 años                                         | Operando para Level                                                   |
| Airbus A330-200 | 18          | 1       | 20                                                | —                                                 | 255                                               | 275                                               | EC-ODB                                            | 12,8 años                                         | Operando para Level                                                   |
| Airbus A330-200 | 18          | 1       | 20                                                | —                                                 | 255                                               | 275                                               | EC-OHY                                            | 12,6 años                                         | Operando para Level                                                   |
| Airbus A330-200 | 18          | 1       | 19                                                | —                                                 | 269                                               | 288                                               | EC-MKI «Puerto Rico»                              | 9 años                                            |                                                                       |
| Airbus A330-200 | 18          | 1       | 19                                                | —                                                 | 269                                               | 288                                               | EC-MKJ «Montevideo»                               | 8,8 años                                          |                                                                       |
| Airbus A330-200 | 18          | 1       | 19                                                | —                                                 | 269                                               | 288                                               | EC-MLB «Iberoamérica»                             | 8,8 años                                          |                                                                       |
| Airbus A330-200 | 18          | 1       | 19                                                | —                                                 | 269                                               | 288                                               | EC-MLP «Lima»                                     | 8,7 años                                          |                                                                       |
| Airbus A330-200 | 18          | 1       | 19                                                | —                                                 | 269                                               | 288                                               | EC-MMG «Santiago de Chile»                        | 8,6 años                                          |                                                                       |
| Airbus A330-200 | 18          | 1       | 19                                                | —                                                 | 269                                               | 288                                               | EC-MNK «Bogotá»                                   | 8,5 años                                          |                                                                       |
| Airbus A330-200 | 18          | 1       | 19                                                | —                                                 | 269                                               | 288                                               | EC-MNL «Tokio»                                    | 8,4 años                                          |                                                                       |
| Airbus A330-200 | 18          | 1       | 19                                                | —                                                 | 269                                               | 288                                               | EC-MOU «Maldivas»                                 | 8,1 años                                          |                                                                       |
| Airbus A330-200 | 18          | 1       | 19                                                | —                                                 | 269                                               | 288                                               | EC-MOY «Cali»                                     | 8 años                                            |                                                                       |
| Airbus A330-200 | 18          | 1       | 19                                                | —                                                 | 269                                               | 288                                               | EC-MSY «Santo Domingo»                            | 7,4 años                                          |                                                                       |
| Airbus A330-200 | 18          | 1       | 19                                                | —                                                 | 269                                               | 288                                               | EC-MUD «Johannesburgo»                            | 7,2 años                                          |                                                                       |
| Airbus A330-200 | 18          | 1       | —                                                 | 42                                                | 269                                               | 311                                               | EC-NRG                                            | 6,9 años                                          | Operando para Level                                                   |
| Airbus A330-200 | 18          | 1       | 19                                                | —                                                 | 269                                               | 288                                               | EC-MYA «Medellín»                                 | 6,9 años                                          | Pintado con los colores de OneWorld                                   |
| Airbus A330-200 | 18          | 1       | —                                                 | 42                                                | 269                                               | 311                                               | EC-NRH                                            | 6,7 años                                          | Operando para Level                                                   |
| Airbus A330-200 | 18          | 1       | —                                                 | 42                                                | 269                                               | 311                                               | EC-NEN                                            | 5,9 años                                          | Operando para Level                                                   |
| Airbus A330-200 | 18          | 1       | —                                                 | 42                                                | 269                                               | 311                                               | EC-NNH                                            | 5,6 años                                          | Operando para Level                                                   |
| Airbus A330-302 | 8           | —       | 29                                                | 21                                                | 242                                               | 292                                               | EC-LUB «Tikal»                                    | 12,3 años                                         |                                                                       |
| Airbus A330-302 | 8           | —       | 29                                                | 21                                                | 242                                               | 292                                               | EC-LUK «Costa Rica»                               | 12,2 años                                         |                                                                       |
| Airbus A330-302 | 8           | —       | 29                                                | 21                                                | 242                                               | 292                                               | EC-LUX «Panamá»                                   | 12 años                                           |                                                                       |
| Airbus A330-302 | 8           | —       | 29                                                | 21                                                | 242                                               | 292                                               | EC-LXK «El Salvador»                              | 11,8 años                                         |                                                                       |
| Airbus A330-302 | 8           | —       | 29                                                | 21                                                | 242                                               | 292                                               | EC-LYF «Juan Carlos I»                            | 11,5 años                                         |                                                                       |
| Airbus A330-302 | 8           | —       | 29                                                | 21                                                | 242                                               | 292                                               | EC-LZJ «Miami»                                    | 11,4 años                                         |                                                                       |
| Airbus A330-302 | 8           | —       | 29                                                | 21                                                | 242                                               | 292                                               | EC-LZX «Madrid»                                   | 11,1 años                                         |                                                                       |
| Airbus A330-302 | 8           | —       | 29                                                | 21                                                | 242                                               | 292                                               | EC-MAA «Río de Janeiro»                           | 11,1 años                                         |                                                                       |
| Airbus A350-941 | 22          | 7       | 31                                                | 24                                                | 293                                               | 348                                               | EC-MXV «Plácido Domingo»                          | 6,9 años                                          |                                                                       |
| Airbus A350-941 | 22          | 7       | 31                                                | 24                                                | 293                                               | 348                                               | EC-MYX «Paco de Lucía»                            | 6,7 años                                          |                                                                       |
| Airbus A350-941 | 22          | 7       | 33                                                | —                                                 | 301                                               | 334                                               | EC-OAV                                            | 6,6 años                                          |                                                                       |
| Airbus A350-941 | 22          | 7       | 33                                                | —                                                 | 301                                               | 334                                               | EC-OAX                                            | 6,6 años                                          |                                                                       |
| Airbus A350-941 | 22          | 7       | 31                                                | 24                                                | 293                                               | 348                                               | EC-NBE «Museo del Prado»                          | 6,3 años                                          |                                                                       |
| Airbus A350-941 | 22          | 7       | 31                                                | 24                                                | 293                                               | 348                                               | EC-NCX «Selección Española de Fútbol»             | 6 años                                            |                                                                       |
| Airbus A350-941 | 22          | 7       | 31                                                | 24                                                | 293                                               | 348                                               | EC-NDR «Juan Sebastián Elcano»                    | 5,9 años                                          |                                                                       |
| Airbus A350-941 | 22          | 7       | 31                                                | 24                                                | 293                                               | 348                                               | EC-NGT «Equipo Olímpico Español»                  | 5,4 años                                          |                                                                       |
| Airbus A350-941 | 22          | 7       | 31                                                | 24                                                | 293                                               | 348                                               | EC-NIG «Selección Española de Baloncesto»         | 5,2 años                                          | «Only in Madrid» sticker                                              |
| Airbus A350-941 | 22          | 7       | 31                                                | 24                                                | 293                                               | 348                                               | EC-NIS «Talento a bordo»                          | 5,1 años                                          |                                                                       |
| Airbus A350-941 | 22          | 7       | 31                                                | 24                                                | 293                                               | 348                                               | EC-NJM «Flamenco»                                 | 5 años                                            |                                                                       |
| Airbus A350-941 | 22          | 7       | 31                                                | 24                                                | 293                                               | 348                                               | EC-NLP «#GraciasHéroes»                           | 4,5 años                                          |                                                                       |
| Airbus A350-941 | 22          | 7       | 31                                                | 24                                                | 293                                               | 348                                               | EC-NMZ «Volando»                                  | 4,2 años                                          |                                                                       |
| Airbus A350-941 | 22          | 7       | 31                                                | 24                                                | 293                                               | 348                                               | EC-NSC «Hola Madrid»                              | 3,5 años                                          |                                                                       |
| Airbus A350-941 | 22          | 7       | 31                                                | 28                                                | 293                                               | 352                                               | EC-NVR «Teresa Helbig»                            | 2,9 años                                          |                                                                       |
| Airbus A350-941 | 22          | 7       | 31                                                | 28                                                | 293                                               | 352                                               | EC-NXD «Pau Gasol»                                | 2,6 años                                          |                                                                       |
| Airbus A350-941 | 22          | 7       | 31                                                | 28                                                | 293                                               | 352                                               | EC-NXE «Ciudad de Quito»                          | 2,5 años                                          |                                                                       |
| Airbus A350-941 | 22          | 7       | 31                                                | 28                                                | 293                                               | 352                                               | EC-NXC «Equipo Paralímpico Español»               | 2,4 años                                          |                                                                       |
| Airbus A350-941 | 22          | 7       | 31                                                | 28                                                | 293                                               | 352                                               | EC-OAY «Organización Nacional de Trasplantes»     | 1,9 años                                          |                                                                       |
| Airbus A350-941 | 22          | 7       | 31                                                | 28                                                | 293                                               | 352                                               | EC-OCR «Teatro Real»                              | 1,6 años                                          |                                                                       |
| Airbus A350-941 | 22          | 7       | 31                                                | 28                                                | 293                                               | 352                                               | EC-OES «Real Academia Española»                   | 1,4 años                                          |                                                                       |
| Airbus A350-941 | 22          | 7       | 31                                                | 28                                                | 293                                               | 352                                               | EC-OFM «Bicentenario Policía Nacional»            | 1,2 años                                          |                                                                       |
| Total           | 96          | 20      | Edad media de la flota (abril de 2025): 9,6 años. | Edad media de la flota (abril de 2025): 9,6 años. | Edad media de la flota (abril de 2025): 9,6 años. | Edad media de la flota (abril de 2025): 9,6 años. | Edad media de la flota (abril de 2025): 9,6 años. | Edad media de la flota (abril de 2025): 9,6 años. | Edad media de la flota (abril de 2025): 9,6 años.                     |

### Flota histórica
| Avión                               | Total | Introducido | Retirado | Matrículas |
| ----------------------------------- | ----- | ----------- | -------- | --- |
| Airbus A300                         | 8     | 1981        | 2002     | EC-DLE, EC-DLF, EC-DLG, EC-DLH, EC-DNQ, EC-DNR, EC-EON y EC-EOO |
| Airbus A340-300                     | 21    | 1996        | 2016     | EC-GGS, EC-GHX, EC-GJT, EC-GLE, EC-GPB, EC-GQK, EC-GUP, EC-GUQ, EC-HDQ, EC-HGU, EC-HGV, EC-HGX, EC-HQF, EC-ICF, EC-IDF, EC-IIH, EC-KCL, EC-KOU, EC-KSE, EC-LHM y EC-LKS |
| Airbus A340-600                     | 18    | 2003        | 2020     | EC-INO, EC-IOB, EC-IQR, EC-IZX, EC-IZY, EC-JBA, EC-JCY, EC-JCZ, EC-JFX, EC-JLE, EC-JNQ, EC-JOH, EC-JPU, EC-KZI, EC-LCZ, EC-LEU, EC-LEV y EC-LFS |
| Airspeed Oxford                     | 1     | 1956        | 1958     | EC-APF |
| Airspeed AS-65 Consul               | ??    | 1947        | ??       | |
| SNCASE SE.161 Languedoc             | ??    | 1946        | ??       | |
| Boeing 727-200                      | 37    | 1972        | 2002     | EC-CAI, EC-CAJ, EC-CAK, EC-CBA, EC-CBB, EC-CBC, EC-CBD (re-reg. EC-GCI), EC-CBE, EC-CBF, EC-CBG, EC-CBH (re-reg. EC-GCJ), EC-CBI (re-reg. GCK), EC-CBJ (re-reg. EC-GCL), EC-CBK, EC-CBL (re-reg. EC-GCM), EC-CBM, EC-CFA, EC-CFB, EC-CFD, EC-CFE, EC-CFF, EC-CFG, EC-CFH y EC-CFI                                                                                               |
| Boeing 737-200                      | 1     | 1974        | 1974     | EC-CHX |
| Boeing 737-300                      | 4     | 1988        | 2000     | EC-EAK, EC-EHM, EC-EHX y EC-FFN |
| Boeing 737-400                      | 5     | 1998        | 2001     | EC-FXP, EC-FXQ, EC-GAZ, EC-GBN y EC-GPI |
| Boeing 747-100                      | 4     | 1970        | 1999     | EC-BRO, EC-BRP, TF-ABR y TF-ABW |
| Boeing 747-200                      | 12    | 1980        | 2005     | EC-DIA, EC-DIB, EC-DNP, EC-EEK, EC-GAG, EC-HVD, EC-IAF, TF-ABA, TF-ABI, TF-ABP, TF-ABY y TF-ATC |
| Boeing 747-300                      | 4     | 2000        | 2005     | EC-TF-ARS, TF-ATH, TF-ATI y TF-ATJ |
| Boeing 747-400                      | 2     | 2004        | 2006     | TF-AMA y TF-AMB |
| Boeing 757-200                      | 30    | 1993        | 2008     | EC-FEE, EC-FFK, EC-FTR, EC-FXU, EC-FXV, EC-FYJ, EC-FYK, EC-FYL, EC-FYM, EC-GBX, EC-GCA, EC-GCB, EC-GZY, EC-GZZ, EC-HAA, EC-HDG, EC-HDM, EC-HDR, EC-HDS, EC-HDU, EC-HDV, EC-HIP, EC-HIQ, EC-HIR, EC-HIS, EC-HIT, EC-HIU, EC-HIV y EC-HIX |
| Boeing 767-300ER                    | 2     | 1998        | 2002     | EC-GSU y EC-GTI |
| Bréguet 26T                         | 1     | 1927        | 1936     | EC-HHA |
| Bristol 170 Freighter               | 4     | 1946        | 1962     | EC-AAH, AC-AHI, EC-AHJ y EC-AHK |
| Caudron Goeland                     | 3     | 1937        | 1939     | EC-AGH, EC-AGG y EC-AGF |
| Convair 990                         | 2     | 1967        | 1970     | EC-BJC y EC-BQA |
| Convair CV-440                      | 16    | 1957        | 1972     | EC-ATE, EC-ATG, EC-ARS, EC-ATH, EC-ART, EC-AMR, EC-AMS, EC-AMT, EC-AMU, EC-AMV, EC-ATB, EC-ATC, EC-APY, EC-APZ, EC-ATI y EC-ATD |
| De Havilland DH.89 Dragon Rapide    | 4     | 1941        | 1957     | EC-AAV, EC-AAS, EC-AAR, y EC-AAY |
| De Havilland DH.114 Heron           | 1     | 1952        | ??       | EC-BAA |
| Dornier Do J                        | ??    | 1927        | 1936     | |
| Douglas DC-1                        | 1     | 1938        | 1940     | EC-AAE. El único DC-1 construido. Originalmente operó para TWA (1933-36), luego adquirido por el magnate Howard Hughes como avión privado (1936-38) y adquirido por Iberia en 1938. Se accidentó en Málaga en 1940. |
| Douglas DC-2                        | 3     | 1940        | 1946     | EC-AAA, EC-AAD y EC-AAB |
| Douglas DC-3/C-47                   | 20    | 1944        | 1974     | EC-CAU, EC-CAV (re-reg. EC-ABL), EC-CAX (re-reg. EC-ABM), EC-CAZ (re-reg. EC-ABO), EC-ABP, EC-ABQ, EC-CAY, EC-AEJ, EC-ADR, EC-ACK, EC-AGO, EC-AET, EC-AGS, EC-ACH, EC-ABC, EC-ACG, EC-ACL, EC-AEU y EC-AHA |
| Douglas DC-4/C-54                   | 7     | 1946        | 1974     | EC-AEP, EC-AEO, EC-APQ, EC-AEK, EC-DAO (re-reg. EC-ACP), EC-DAP (re-reg. EC-ACE) y EC-DAQ (re-reg. ACF) |
| Douglas DC-8                        | 17    | 1961        | 2000     | EC-ARA, EC-ARB, EC-ARC, EC-ASN, EC-ATP, EC-AUM, EC-BAV, EC-BMV, EC-BMX, EC-BMY, EC-BMZ, EC-BQS, EC-BSD, EC-BSE, EC-EMD, EC-EMX y EC-FVA |
| Fokker F27 Friendship               | 8     | 1967        | 1981     | EC-BMS, EC-BMT, EC-BMU, EC-BOA, EC-BOB, EC-BOC, EC-BOD y EC-BOE |
| Fokker F28 Fellowship               | 3     | 1970        | 1975     | EC-BVA, EC-BVB y EC-BVC |
| Ford Trimotor                       | 1     | 1934        | 1936     | EC-BAB |
| Junkers Ju 52                       | 16    | 1939        | 1955     | EC-AAI, EC-AAJ, EC-AAK, EC-AAG, EC-AAH, EC-ADO, EC-ADQ, EC-ADP, EC-AAF, M-CABA, EC-ABS, EC-CAL, EC-AAL, EC-CAJ (re-reg. EC-ABD), EC-CAK y EC-CAN |
| Junkers G 24                        | ??    | 1936        | 1939     | |
| Lockheed L-1049 Super Constellation | 10    | 1954        | 1968     | EC-AIN, EC-AIO, EC-AQL, EC-AQM, EC-AQN, EC-AMP, EC-AMQ, EC-ARN y N7125C |
| McDonnell Douglas DC-9              | 50    | 1967        | 2002     | EC-BIG, EC-BIH, EC-BII, EC-BIJ, EC-BIK, EC-BIL, EC-BIM, EC-BIN, EC-BIO, EC-BIP, EC-BIQ, EC-BIR, EC-BIS, EC-BIT, EC-BIU, EC-BPF, EC-BPG, EC-BPH, EC-BQT, EC-BQU, EC-BQX, EC-BQZ, EC-BYD, EC-BYE, EC-BYF, EC-BYG, EC-BYH, EC-BYI, EC-BYJ, EC-BYM, EC-BYN, EC-CGN, EC-CGO, EC-CGP, EC-CGQ, EC-CGR, EC-CLD, EC-CTR, EC-CTS, EC-CTT, EC-CTU, EC-DGB, EC-DGC, EC-DGD, EC-DGE y EC-ECU |
| McDonnell Douglas DC-10             | 13    | 1973        | 2005     | EC-CBN, EC-CBO, EC-CBP, EC-CEZ, EC-CLB, EC-CSJ, EC-DEA, EC-DHZ, EC-GNG, EC-GTB, EC-GTC, EC-GTD y OO-LRM |
| McDonnell Douglas MD-83             | 1     | 1988        | 1990     | EC-ECN |
| McDonnell Douglas MD-87             | 24    | 1990        | 2012     | EC-EXF, EC-EXG, EC-EXM, EC-EXN, EC-EXR, EC-EXT, EC-EYB, EC-EYX, EC-EYY, EC-EYZ, EC-EZA, EC-EZS, EC-FEY, EC-FEY, EC-FEZ, EC-FFA, EC-FFH, EC-FFI, EC-FHD, EC-FHD, EC-FHK, EC-GRK, EC-GRL, EC-GRM, EC-GRN y EC-GRO |
| McDonnell Douglas MD-88             | 14    | 1999        | 2016     | EC-FGM, EC-FGH, EC-FIG, EC-FIH, EC-FJE, EC-FLK, EC-FLN, EC-FND, EC-FOF, EC-GOG, EC-FOZ, EC-FPD, EC-FPJ y TC-ONM |
| Lockheed L-1011 TriStar             | 1     | 1997        | 1997     | EI-CNN |
| Rohrbach Ro VIII Roland             | 3     | 1928-1929   | 1936     | M-CAEE / M-CBBB / M-CCCC |
| Savoia Marchetti S.62P              | ??    | 1929        | 1936     | |
| Stinson 108-3 Voyager               | ??    | 1948        | 1965     | |
| Sud Aviation Caravelle              | 22    | 1962        | 1973     | EC-ARI, EC-ARJ, EC-ARK, EC-ARL, EC-AXU, EC-AVZ, EC-ATV, EC-ATX, EC-BBR, EC-AVY, EC-AYD, EC-AYE, EC-BDD,EC-BIA, EC-BIB, EC-BIC, EC-BID, EC-BIE, EC-BIF, EC-BRX y EC-BRY |

### Pedidos
Iberia, como miembro fundador de International Airlines Group, le corresponden una serie de aviones encargados por el holding a Airbus y Boeing entre los años 2022 y 2019. A partir del año 2024 se irán incorporando progresivamente los nuevos 8 aviones A321XLR que Iberia encargó en el año 2019, incluidas 14 opciones. Permitirán a Iberia operar nuevos destinos transatlánticos e incrementar frecuencias en mercados clave.
Respecto a la flota de largo radio, diez de los A350 que actualmente tiene Iberia o que serán entregados entre 2023 y 2024, serán de la versión Next y los doce restantes que actualmente ya tienen tendrán configuración estándar. La versión Next pesa una tonelada menos, incorpora diversas mejoras estructurales con el empleo de materiales más ligeros. Es muy probable que nuevos Airbus A350 sean incorporados a la flota de Iberia. Tras el traspaso de los 9 A350 originalmente comprados por Aer Lingus a Iberia, únicamente ha incorporado 4 aviones. Por ello actualmente Iberia dispone de 5 aviones posibles que incorporar a su flota a partir de ese pedido. Además, se ha anunciado la adquisición mediante ‘leasing’ de dos A350 provenientes de AerCap.

## Accidentes e incidentes
El peor accidente de Iberia fue el Vuelo 610 del 19 de febrero de 1985. Un Boeing 727 apodado "Alhambra de Granada", que viajaba de Madrid a Bilbao, chocó contra una antena de televisión instalada en el monte Oiz durante las maniobras de aterrizaje. Fallecieron los 148 ocupantes que viajaban a bordo.
Uno de los accidentes más conocidos es el del vuelo 6463 de Iberia desde Madrid, España hasta Quito, Ecuador, llevando a bordo a 333 personas entre pasajeros y tripulación. Se salió de la pista en el Aeropuerto de Quito tras un mal aterrizaje. No hubo heridos graves, el avión en cuestión no pudo ser reparado debido a los fuertes daños sufridos, tiempo después el avión fue dado de baja.

## Presidentes
- Horacio Echevarrieta (1927-1929).
- Daniel de Araoz (1937-1940).
- Jesús Rubio Paz (1940-1955).
- Tomás Delgado Pérez de Alba (1955-1962).
- Julián Rubio (1962-1965).
- Emilio de Navascués (1965-1970).
- Jesús Romeo Gorría (1970-1976).
- Manuel Prado y Colón de Carvajal (1976-1978).
- Enrique de Guzmán (1978-1980).
- Felipe Cons Gorostola (1980-1983).
- Carlos Espinosa de los Monteros y Bernaldo de Quirós (1983-1985).
- Narcis Andreu (1985-1990).
- Miguel Aguiló (1990-1993).
- Javier Salas (1993-1995).
- Juan Saéz Elegido (1995-1996).
- Xabier de Irala (1996-2003)
- Fernando Conte (2003-2009).
- Antonio Vázquez Romero (2009-2013).
- Luis Gallego (2014-2020).[46]
- Javier Sánchez-Prieto (2020-2023).
- Fernando Candela (2023-2024).
- Marco Sansavini (2024-actualidad)